# Ocupación de Alcatraz

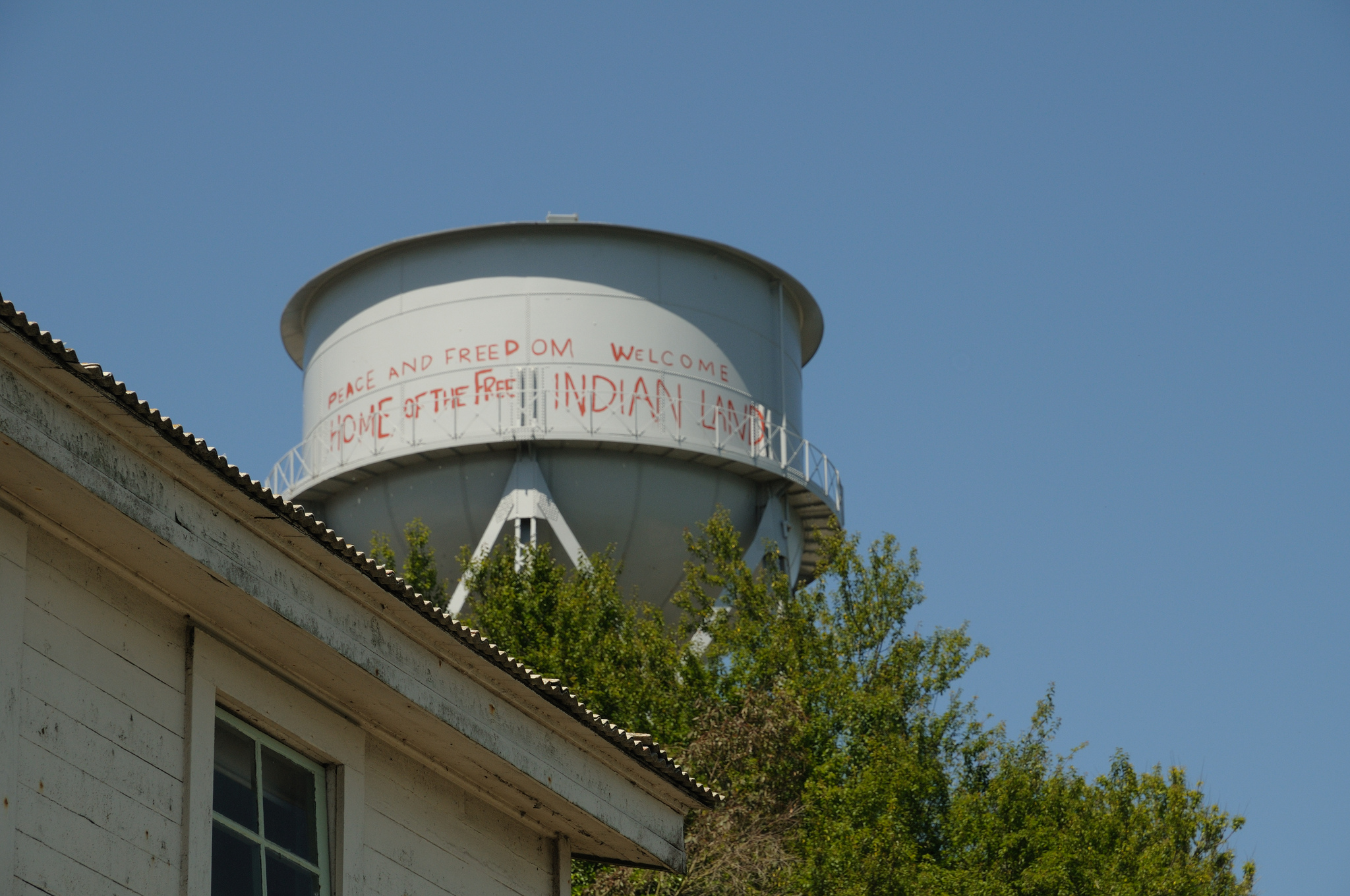
Grafiti en la Torre del Agua

La ocupación de Alcatraz (20 de noviembre de 1969 - 11 de junio de 1971) fue una protesta que duró 19 meses durante la cual 89 nativos estadounidenses y sus partidarios ocuparon la isla de Alcatraz. La protesta fue encabezada por Richard Oakes, LaNada Means y otros, mientras que John Trudell actuó como portavoz. El grupo vivió en la isla hasta que el gobierno de Estados Unidos puso fin a la protesta por la fuerza.
El grupo de protesta eligió el nombre de Indios de todas las tribus (IOAT por sus siglas en inglés) para ellos. IOAT afirmaba que, según el Tratado de Fort Laramie entre los EE. UU. y la tribu Lakota, todas las tierras federales retiradas, abandonadas o fuera de uso debían devolverse a los indígenas que una vez las ocuparon. Como la penitenciaría de Alcatraz se cerró el 21 de marzo de 1963 y la isla se declaró propiedad federal excedente en 1964, varios activistas de Red Power sintieron que la isla cumplía los requisitos para ser reclamada por los indios.
La ocupación de Alcatraz tuvo un leve impacto en las políticas federales de terminación de indios y estableció un precedente para el activismo indio. Oakes fue asesinado a tiros en 1972, y el Movimiento Indígena Estadounidense fue luego atacado por el gobierno federal y el FBI en las operaciones del Programa de Contrainteligencia.

## Antecedentes
En 1963, Belva Cottier, una trabajadora social Siux que vivía en el Área de la Bahía de San Francisco, leyó un artículo que decía que la Penitenciaría Federal de Alcatraz se cerraría y la propiedad se entregaría a la Ciudad de San Francisco. Recordando el Tratado de Fort Laramie de 1868, ella y su primo, Richard McKenzie, localizaron una copia del tratado y defendieron que si la propiedad era tierra excedente del gobierno, los siux podrían reclamarla. Ella planeó y organizó una ocupación y una acción judicial para obtener el título de propiedad de la isla. El 8 de marzo de 1964, un pequeño grupo de siux se manifestó ocupando la isla durante cuatro horas. El grupo estaba formado por unas 40 personas, incluidos fotógrafos, reporteros y Elliot Leighton, el abogado que representaba a los que reclamaban terrenos. Según Adam Fortunate Eagle, esta manifestación fue una extensión del teatro callejero que ya prevalecía en el Área de la Bahía y que se usaba para crear conciencia. Los activistas siux estaban dirigidos por Richard McKenzie, Mark Martinez, Garfield Spotted Elk, Virgil Standing-Elk, Walter Means y Allen Cottier. Cottier actuaba como portavoz de la manifestación y afirmaba que era "pacífica y de acuerdo con los derechos del tratado de los siux". Los manifestantes ofrecían públicamente al gobierno federal la misma cantidad por la tierra que el gobierno les había ofrecido inicialmente; a 47 centavos por acre, esto equivalía a $9,40 para toda la isla rocosa (lo que equivaldría a en torno a $78,44 en 2020), o $5,64 por los doce acres utilizables. Cottier también señalaba que al gobierno federal se le permitiría mantener el uso del faro de la Guardia Costera ubicado en la isla. Los manifestantes se marcharon bajo amenaza de ser acusados de delito grave. Este incidente atrajo mayor atención de los medios de comunicación a las protestas de los pueblos indígenas en el Área de la Bahía.
El Consejo Unido de la comunidad india del Área de la Bahía inicialmente consideró redactar una propuesta y presentar una solicitud para el uso de Alcatraz por parte de los siux bajo las condiciones de su tratado. Se elaboraron planes de uso de los edificios de Alcatraz como centro cultural. Las conversaciones sobre la entrega de Alcatraz a empresas inmobiliarias para el desarrollo comercial generaron preocupación sobre la futura disponibilidad de la isla. El deseo de una acción más inmediata para reclamar espacio para la comunidad indígena local finalmente fue estimulado por la pérdida del Centro Indígena de San Francisco a raíz de un incendio el 10 de octubre de 1969. La pérdida del Centro Indígena de San Francisco estimuló la acción entre los pueblos indígenas debido a la importancia que tenía dentro de su comunidad. El centro proporcionaba a los nativos americanos empleos, atención médica, ayuda en asuntos legales y oportunidades sociales. Esta pérdida se sumó a la ya creciente tensión de los indios con el gobierno de los EE. UU. y todo ello provocó que la estrategia para reclamar Alcatraz para que la comunidad india local la usara pasara de solicitudes formales a una toma de control más inmediata.
En 1969, Adam Fortunate Eagle planeó una ocupación simbólica para el 9 de noviembre. Los líderes estudiantiles universitarios el Mohawk Richard Oakes y el Shoshone- Bannock LaNada Means, jefe de la Organización de Estudiantes Nativos Americanos en la Universidad de California, Berkeley, con un grupo más grande de activistas estudiantiles se unieron a Fortunate Eagle. Se organizó un grupo de cinco botes para llevar a aproximadamente 75 indígenas a la isla, pero ninguno de los botes apareció. Adam Fortunate Eagle convenció a Ronald Craig, el propietario del Monte Cristo, un yate de tres mástiles, para que pasara por la isla dado que sus propios barcos no llegaban. Oakes, Jim Vaughn (Cheroqui), Joe Bill (Esquimal), Ross Harden (Winnebago) y Jerry Hatch saltaron por la borda, nadaron hasta la orilla y reclamaron la isla como Terra nullius.
La Guardia Costera rápidamente echó a los hombres, pero más tarde ese día, un grupo de estudiantes alquiló un bote y se dirigieron a la isla nuevamente, y catorce de ellos se quedaron a pasar la noche. Los catorce ocupantes, encabezados por Oakes and Means, incluían a Kay Many Horses (Lakota), John Vigil (Pueblo) y John Whitefox (Sac and Fox), del San Francisco Indian Center; Joe Bill (Inuit), Ross Harden (Winnebago), Fred Shelton (esquimal) y Ricky Evening (Shoshone/Bannock), de la Universidad Estatal de San Francisco; y Linda Aranaydo (Creek), Burnell Blindman (Lakota), David Leach (Colville/Lakota), John Martell (Cherokee) y Jim Vaughn (Cherokee), de la Universidad de California, Berkeley. Al día siguiente, Oakes entregó una proclama, escrita por Fortunate Eagle, a la Administración de Servicios Generales (GSA) que reclamaba la isla por derecho de descubrimiento, luego de lo cual el grupo abandonó la isla.
Los estudiantes se distanciaron de Fortunate Eagle, John Folster y George Woodward, que querían liderar el movimiento, ya que desconfiaban de sus motivos debido a su posición social en la sociedad en general. Planearon su siguiente invasión para un momento en que esos hombres mayores estarían fuera en una conferencia educativa. Aunque recientemente mucha gente ha afirmado que el Movimiento Indígena Estadounidense estuvo involucrado de alguna manera en la Toma de Control, no tuvo nada que ver con la planificación y ejecución de la Ocupación, aunque enviaron una delegación a Alcatraz en los primeros meses para averiguar cómo se había llevado a cabo la operación y cómo estaba progresando.

## Ocupación

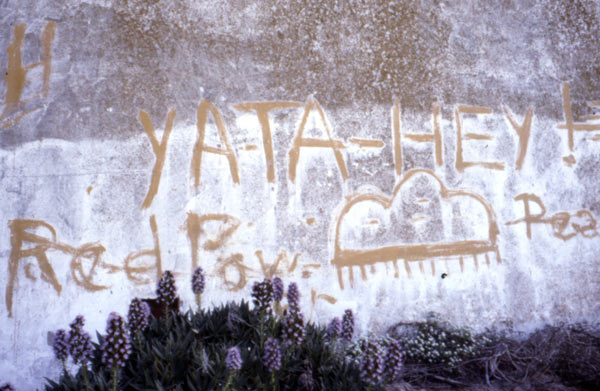
Graffiti de la ocupación, con un saludo navajo, "Yata Hey"

En las primeras horas de la mañana del 20 de noviembre de 1969, 89 indios americanos, incluidas más de 30 mujeres, estudiantes, parejas casadas y 6 niños, partieron para ocupar la isla de Alcatraz. Un bloqueo de la Guardia Costera consiguió parcialmente su propósito e impidió que la mayoría de ellos desembarcaran, pero catorce manifestantes desembarcaron en la isla y comenzaron su ocupación. El único guardia de la isla, que había sido advertido de la inminente ocupación, envió un mensaje por su radio. "¡Auxilio! ¡Mayday!", llamó. "¡Los indios han desembarcado!"
En el apogeo de la ocupación llegó a haber 400 personas. Mujeres nativas, como Linda Aranaydo, Woesha Cloud North (Ho-Chunk - Ojibwe) y Vicky Santana (Blackfoot) dirigieron la escuela con la ayuda de Douglas Remington (Ute) y las maestras asistentes Justine Moppin (Mono) y Rosalie Willie (Paiute). También había una guardería y Stella Leach (Colville -Lakota) instaló la clínica de salud. Jennie R. Joe ( Navajo) y Dorothy Lonewolf Miller (Blackfoot), ayudaron a Leach como enfermeras, y Robert Brennan, Richard Fine y el jefe de Leach, David Tepper, se ofrecieron como médicos. Los nativos y no nativos trajeron alimentos y otros artículos necesarios para la gente de la isla, pero los bloqueos de la guardia costera dificultaron cada vez más el suministro de alimentos a los ocupantes. Los proveedores, después de cruzar sigilosamente la bahía en canoa, dejaban los suministros que luego tenían que subir por empinadas escaleras. Linda Aranaydo y Luwana Quitiquit (Pomo) eran las responsables de administrar la cocina y cocinar para los ocupantes. La ocupación duró unos 19 meses pero terminó pacíficamente. Una empleada de la Oficina de Asuntos Indígenas, Doris Purdy, que también era fotógrafa aficionada, acompañó a un grupo que fue el 29 de noviembre, pasó la noche y grabó imágenes de video.
Los manifestantes, en su mayoría estudiantes, se inspiraron y adoptaron tácticas de manifestaciones del momento por los derechos civiles, algunas de las cuales habían sido organizadas por ellos mismos. Jerry Hatch y Al Miller, ambos presentes en el desembarco inicial pero incapaces de abandonar el barco en la confusión después de que apareciera la Guardia Costera, retornaron en un barco privado. Al primer grupo de desembarco se le unieron muchos otros en los días siguientes, incluido Joe Morris (que fue clave más tarde como representante del Sindicato de Estibadores, al amenazar con cerrar ambos puertos si se retiraba a los ocupantes), y el hombre que pronto se convertiría en "la Voz de Alcatraz", John Trudell.
Aunque no recibiría el mismo reconocimiento de los principales medios de comunicación que Trudell y Oakes, LaNada Means, que fue una de las primeras en llegar y una de las últimas en irse, organizó declaraciones y discursos escritos que describían el propósito de la ocupación. El también activista Dean Chavers dijo que Means era "la verdadera líder de la ocupación". Means dejó en claro a los medios de comunicación y al gobierno federal que los ocupantes querían el control completo de los indios sobre la isla, en virtud del Tratado de Fort Laramie, con el propósito de construir un centro cultural que incluyera estudios nativos americanos, un centro espiritual indio americano, un centro de ecología y un Museo Indígena Americano. Según la propuesta de subvención de Means, el centro incluiría consultores indios a tiempo completo, maestros indios, bibliotecarios indios y un personal indio que guiaría a las personas por el centro para contar la historia de los indios de todas las tribus. Los ocupantes citaron específicamente su trato conforme a la política de terminación india y acusaron al gobierno de EE. UU. de violar numerosos tratados indios.
Richard Oakes envió un mensaje al Departamento del Interior de San Francisco.
El consejero especial del presidente Richard Nixon, Leonard Garment, se hizo cargo de las negociaciones de la GSA.
El Día de Acción de Gracias, cientos de simpatizantes se dirigieron a Alcatraz para celebrar la Ocupación. En diciembre, uno de los ocupantes, Isani Siux John Trudell, comenzó a realizar transmisiones de radio diarias desde la isla y, en enero de 1970, los ocupantes comenzaron a publicar un boletín. Joseph Morris, un Blackfoot miembro del sindicato local de estibadores, alquiló un espacio en el muelle 40 para facilitar el transporte de suministros y personas a la isla.
Cleo Waterman (Seneca Nation) fue presidenta del American Indian Center durante la ocupación. Como anciana, eligió quedarse atrás y trabajar en la logística para apoyar a los ocupantes. Trabajó en estrecha colaboración con Grace Thorpe y la cantante Kay Starr para llamar la atención sobre la ocupación y su propósito.
Thorpe, hija de Jim Thorpe (Sac and Fox), fue una de las ocupantes y ayudó a convencer a celebridades como Jane Fonda, Anthony Quinn, Marlon Brando, Jonathan Winters, Buffy Sainte-Marie o Dick Gregory, para visitar la isla y mostrar su apoyo. Thorpe no solo atrajo la atención nacional e internacional sobre la ocupación, sino que también proporcionó los suministros necesarios para mantener viva la ocupación. Thorpe suministró un generador, una barcaza de agua y un servicio de ambulancia a la isla. La banda de rock Creedence Clearwater Revival apoyó la Ocupación con una donación de $15,000 ( equivalente a unos $99.961 en 2020 ) que se utilizó para comprar un barco, llamado Clearwater, para un transporte fiable a Alcatraz. Cuando era niño, el actor Benjamin Bratt estuvo presente en la ocupación con su madre y sus hermanos.

## Colapso y expulsión
El 3 de enero de 1970, Yvonne Oakes, hija de 13 años de Annie e hijastra de Richard Oakes, murió al caer, lo que llevó a la familia Oakes a abandonar la isla, alegando que ya no tenían el corazón para eso. Algunos de los ocupantes originales se fueron para regresar a la escuela y algunos de los nuevos ocupantes tenían adicción a las drogas. Algunos miembros no aborígenes de la escena hippie y de drogas de San Francisco también se mudaron a la isla, hasta que se prohibió que los no indios se quedaran a pasar la noche.
En una entrevista con "Radio Free Alcatraz", el ocupante e indio siux, John Trudell, lamentó que "el agua [era] todavía [su] gran problema número uno" y cómo, "rápidamente, [su] problema número dos [se estaba] volviendo la electricidad." El gobierno a menudo cortaba toda la electricidad a la isla y dificultaba que el agua llegara a los ocupantes en un esfuerzo por hacer que abandonaran la isla.
Después de que Oakes se fuera, LaNada Means, John Trudell y Stella Leach tuvieron el desafío de reconstruir la reputación cada vez peor de la ocupación. Means, habiendo estado en una familia que siempre estuvo activa en la política tribal, se sentía cómodo informando a los reporteros sobre cómo operaban las reservas o dirigiendo a los ocupantes en la limpieza de la isla. Entonces, cuando Robert Robertson, un republicano que trabajaba para el Consejo Nacional de Oportunidades Indígenas, llegó a la isla en 1970, solo una semana después del fallecimiento de Yvonne Oakes, Means tomó la iniciativa para tratar de negociar la subvención del centro cultural. Junto con Means, Robertson se reunió originalmente con un grupo de ocupantes para discutir la seguridad y las negociaciones relacionadas con la ocupación. Le sorprendió que sólo diez hombres estuvieran presentes mientras que cuarenta mujeres indias americanas estaban presentes y activas en la conversación. Cuando terminó la reunión inicial, Means invitó a Robertson a una cena privada entre ella y tres abogados para proponer una subvención de $500,000 para renovar la isla. Robertson, sin embargo, se negó y continuaría rechazando las propuestas de los ocupantes hasta que finalmente, en mayo de 1970, el gobierno federal comenzó a transferir Alcatraz al Departamento del Interior y al Sistema de Parques Nacionales.[cita requerida]
LaNada Means intentó encontrar diferentes rutas para apoyar a los indios de todas las tribus y a los que todavía estaban en Alcatraz. Means creía que si podía contratar a un abogado de alto perfil para representar su reclamo por el Tratado de Fort Laramie, IOAT ganaría su caso. Sin embargo, a medida que viajaba más y más lejos de la isla para encontrar seguidores, comenzaron los rumores de que le habían ofrecido una prueba con un productor de cine, habiéndose convertido en una oportunista. Cuando regresó, descubrió que Trudell y los abogados de la ocupación no estaban de acuerdo con su enfoque. Finalmente, los ocupantes restantes siguieron a Trudell. Estos puntos de vista opuestos entre Means y Trudell son solo un ejemplo de la lucha por el poder que fue una de las principales razones de la desaparición de la ocupación. Sus demandas resultaron contradictorias entre sí, y su incapacidad para ver las diferencias pasadas y el compromiso resultó perjudicial para la ocupación de la isla.
A fines de mayo, el gobierno había cortado toda la energía eléctrica y todo el servicio telefónico a la isla. En junio, un incendio de origen controvertido destruyó numerosos edificios en la isla. Sin electricidad, agua dulce y ante la disminución del apoyo y la simpatía del público, el número de ocupantes comenzó a disminuir. El 11 de junio de 1971, una gran fuerza de oficiales del gobierno expulsó a las 15 personas restantes de la isla.
Aunque plagada de controversias y terminada por la fuerza, la Ocupación es aclamada por muchos como un éxito por haber captado la atención internacional hacia la situación de los pueblos nativos en los Estados Unidos, y por provocar más de 200 casos de desobediencia civil entre los nativos americanos.

## Impacto
La Ocupación de Alcatraz tuvo un efecto directo en la política india federal y, con sus resultados visibles, sentó un precedente para el activismo indio. Robert Robertson, director del Consejo Nacional de Oportunidades Indígenas (NCIO), fue enviado a negociar con los manifestantes. Su oferta de construir un parque en la isla para uso indígena fue rechazada, ya que el IOAT estaba decidido a poseer toda la isla y esperaba construir un centro cultural allí. Si bien la administración de Nixon no accedió a las demandas de los manifestantes, era consciente de la naturaleza delicada de la situación y, por lo tanto, no pudo expulsarlos por la fuerza. Estimulada en parte por el apoyo de Spiro Agnew a los derechos de los nativos americanos, la política federal comenzó a alejarse de la terminación y avanzar hacia la autonomía indígena. En el mensaje indio de Nixon del 8 de julio de 1970, condenó la terminación y proclamó que "la autodeterminación entre los pueblos indios puede y debe alentarse sin la amenaza de una terminación final". Si bien este fue un paso hacia una reforma sustancial, la administración se vio obstaculizada por la mentalidad burocrática, incapaz de cambiar su enfoque metódico de tratar con los derechos de los indígenas. La actitud de Nixon hacia los asuntos indígenas se agrió con la ocupación de la Oficina de Asuntos Indígenas (BIA) el 2 de noviembre de 1972. Gran parte del activismo por los derechos de los indios de la época se remonta a la Ocupación de Alcatraz. El rastro de los tratados rotos, la ocupación de BIA, el incidente de Wounded Knee y la caminata más larga tienen sus raíces en la ocupación. El Movimiento Indígena Americano notó en su visita a la ocupación que la manifestación atrajo la atención nacional, mientras que los involucrados no enfrentaron ninguna acción punitiva. Cuando los miembros de AIM se apoderaron del Mayflower II el Día de Acción de Gracias de 1970, la Ocupación de Alcatraz se señaló como "el símbolo de un deseo recién despertado entre los indios por la unidad y la autoridad en un mundo blanco". La ocupación de la isla de Alcatraz sirvió como un símbolo y una fuerza unificadora para los pueblos indígenas de todo el mundo debido a la importancia que tenía la isla en la vida de sus antepasados. Los indios viajaron a Alcatraz unos 10.000 años antes de que los europeos entraran en el Área de la Bahía. A lo largo de su historia, la isla cumplió el propósito de un campamento, se usó como un lugar para buscar comida y en un momento se convirtió en un lugar aislado y remoto donde los infractores de la ley eran retenidos. La ocupación que comenzó en 1969 hizo que los nativos americanos recordaran lo que significaba la isla para ellos como pueblo. Aunque la ocupación de Alcatraz inspiró la aparición de muchos otros movimientos panindios, también mostró cómo el género desempeñó un papel en el activismo indio. Los principales medios de comunicación tenían una obsesión por documentar el estereotipo del guerrero indio masculino y, como tal, solo los hombres se destacaban como líderes y creadores de movimientos. Las mujeres en la ocupación de Alcatraz, como LaNada Means y Stella Leach, recibieron poca atención por contribuir al movimiento. Como resultado, las muchas mujeres que habían iniciado movimientos como el Incidente de Wounded Knee nunca serían tan conocidas como Russell Means y otros líderes de AIM, aunque, en el caso de Wounded Knee, de los 350 ocupantes, solo 100 eran hombres. Citado en Ghost Dancing the Law: The Wounded Knee Trials de John William Sayer, John Trudell admitió, reflexionando: "Nos perdimos en nuestra hombría".

## Radio Libre Alcatraz
La estación de radio fue un ingrediente clave en la ocupación de Alcatraz. Transmitió programas de media hora al menos 39 veces a través de las estaciones de Pacifica KPFA (Berkeley), KPFK (Los Ángeles), WBAI (Nueva York), regularmente a las 7:15 pm PST, a más de 100.000 oyentes. Hoy, el Archivo de Radio Pacífica tiene copias físicas de 39 transmisiones y cuatro transmisiones se han conservado digitalmente y están disponibles. Su contenido consistía en conversaciones con varios miembros de la ocupación, fueran nativos americanos o no; y discursos de su impulsor principal, John Trudell, un veterano Santee Siux. La estación terminó su funcionamiento cuando el Gobierno Federal cortó el suministro eléctrico a la isla a fines de mayo de 1971. El FBI consideraba a Trudell como una voz especialmente peligrosa para los derechos de los nativos.
Trudell habló, con una voz tranquila del Medio Oeste, sobre temas clave en la vida de los nativos: pérdida forzada de tierras ancestrales, cuestiones de espiritualidad, suministro de agua gravemente contaminado en las reservas nativas, desigualdades marcadas en la mortalidad infantil y la esperanza de vida entre los nativos americanos, en contraste con el público estadounidense mayoritariamente blanco. Se dirigió a los oyentes como un mediador franco pero tranquilo, sin retórica punzante. Cada programa comenzaba con la canción de Buffy Sainte Marie "Now That the Buffalo's Gone".

## Legado
Unos 50 de los ocupantes de Alcatraz viajaron a East Bay y comenzaron una ocupación de una instalación de misiles Nike abandonada y en ruinas ubicada en las colinas detrás de la comunidad de Kensington en junio de 1971. Esta ocupación terminó tres días después por una fuerza combinada de la Policía de Richmond y tropas regulares del Ejército de los EE. UU. del Presidio de San Francisco. Además, la ocupación de Alcatraz influyó en gran medida en la decisión del gobierno estadounidense de poner fin a su política de despido de indios y aprobar la Ley de Asistencia Educativa y Autodeterminación de los Indios de 1975.
La ocupación de Alcatraz dio lugar a una celebración anual de los derechos de los pueblos indígenas, el Día de No-Acción de Gracias, dando la bienvenida a todos los visitantes a una ceremonia al amanecer con los permisos del Servicio de Parques Nacionales.
En marzo de 1970, un grupo con sede en Seattle llamado Indios Unidos de Todas las Tribus ocupó Fort Lawton, exigiendo la devolución de las tierras indígenas que estaban a punto de ser declaradas excedentes. La organización y su acción se inspiraron expresamente en los indios de todas las tribus y la ocupación de Alcatraz. Bernie Whitebear, uno de los involucrados, afirmó que “Vimos lo que se pudo lograr allí y si no hubiera sido por su esfuerzo decidido en Alcatraz, no habría habido movimiento aquí. Nos gustaría pensar que Alcatraz vive en parte a través de Ft. Leyton."